# 香港一文硬幣

香港一文硬幣（1863年）

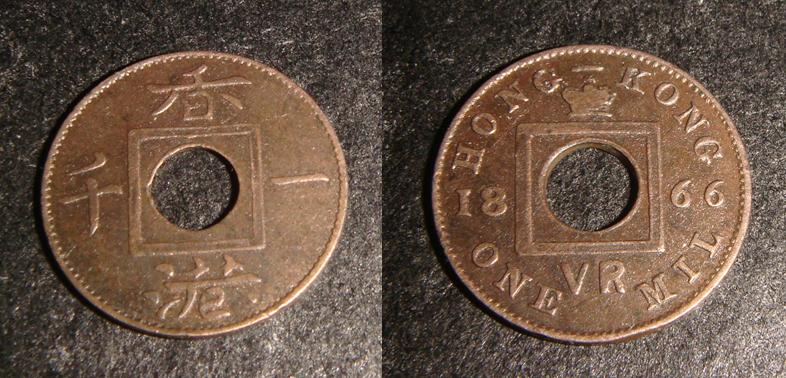
香港一千硬幣（1866年）

一文硬幣（一千）是香港史上面值最低的硬幣，於十九世紀末香港開埠初期流通。此幣面額為千份之一港元（$0.001），即一文。

## 歷史
1861年，前港督夏喬士·羅便臣提請殖民地部要求鑄造新幣。於一連串書信往來以及樣板更改後，位於倫敦的皇家鑄幣廠於1863年以青銅首鑄外圓內方，貌似清朝銅錢的的一文硬幣。

## 設計

### 正面
硬幣正面鑄有當時在位的英女皇維多利亞的拉丁文簡稱「VR（Victoria Regina）」、年份及英文面值「HONG KONG ONE MIL」。當中1865年鑄造之硬幣，「HONG」與「KONG」兩字之間有分「有劃版」及「無劃版」。

### 反面
硬幣另一面則鑄有中文面值「香港一文」，於1863年至1866年間使用，當中1866年一文版別為罕品。1866年，中文面值改稱為「香港一千」，意即一元的千份之一。之後不久一文亦停止鑄造。

## 發行年份及發行量

### 「香港一文」設計
1863年：19,000,000
1864年：不詳（非常罕有，只見於拍賣。有一枚為已知僅有私人收藏，於2016年8月經錢幣拍賣行Stack's Bowers & Ponterio以17,925美元拍出。另一枚則為為澳洲墨爾本維多利亞博物館所收藏，由英國皇家鑄幣厰提供給墨爾本鑄幣厰，用以豐富後者在1880年和1888年國際博覽會上的陳列。）
1865年：40,000,000（包含「有劃」、及「無劃」版式）

### 「香港一千」設計
1866年：20,000,000

## 另見
- 文 (貨幣)